# رقص کانتری (فیلم)
رقص کانتری (به انگلیسی: Country Dance) (همچنین با عنوان عشق برادرانه در ایالات متحده شناخته می‌شود) فیلمی بریتانیایی در سبک درام به کارگردانی جی. لی تامپسون محصول سال ۱۹۷۰ است که بر اساس رمان ارواح خانگی (۱۹۶۱) اثر جیمز کنوای ساخته شده‌است و در سال ۱۹۶۷ به یک بازی سه مرحله ای تبدیل شد. این فیلم در ۲۲ آوریل ۱۹۷۰ در سینماها اکران شد.

## بازیگران
- پیتر اوتول در نقش سر چارلز فرگوسن
- سوزانا یورک در نقش هیلاری داو
- مایکل کریگ به عنوان داگلاس داو
- هری اندروز به عنوان سرتیپ کریف
- سیریل کیوسک به عنوان دکتر میت لند
- جودی کرنول به عنوان روزی
- برایان بلسد به عنوان جک بیراد
- رابرت اروخارت به عنوان حراج
- مارک مالیچ را به عنوان بنی بنی-قطب معرفی کنید
- ژان اندرسون به عنوان ماترون
- لنوکس میلن به عنوان خانم میلر
- هلنا گلوگ به عنوان خاله بل